# Публий Сервилий Гемин
Публий Сервилий Гемин (на латински: Publius Servilius Geminus) e политик на Римската република през 3 век пр.н.е.
Гемин произлиза от фамилията Сервилии и е баща на Гней Сервилий Гемин (консул 217 пр.н.е.).
През 252 пр.н.е. и 248 пр.н.е. той е консул с Гай Аврелий Кота. Двамата се бият успешно против картагенците на Сицилия.